# Sabicea tillettii
Sabicea tillettii är en måreväxtart som beskrevs av Julian Alfred Steyermark. Sabicea tillettii ingår i släktet Sabicea och familjen måreväxter. Inga underarter finns listade i Catalogue of Life.